# Franch Casadei
Franch Casadei (Città di San Marino, 17 febbraio 1959) è un ex judoka sammarinese.

## Biografia
Nato nel 1959, gareggiava nella classe di peso degli 86 kg (pesi medi).
A 21 anni ha partecipato ai Giochi olimpici di Mosca 1980, negli 86 kg, uscendo agli ottavi di finale contro il tedesco orientale Detlef Ultsch, poi bronzo, dopo aver passato i sedicesimi tramite bye.
In seguito ha partecipato ad altre due edizioni delle Olimpiadi, sempre negli 86 kg: Los Angeles 1984, dove è stato sconfitto ai sedicesimi dal Liechtensteinese Magnus Büchel, e Seul 1988, dove è stato eliminato sempre ai sedicesimi, dall'ungherese János Gyáni.